# Линколнвуд (Илиноис)
Линколнвуд (енгл. Lincolnwood) град је у америчкој савезној држави Илиноис.

## Демографија
По попису из 2010. године број становника је 12.590, што је 231 (1,9%) становника више него 2000. године.
| Група             | 2000.         | 2010.         |
| Белци             | 8.866 (71,7%) | 7.938 (63,1%) |
| Афроамериканци    | 47 (0,4%)     | 134 (1,1%)    |
| Азијати           | 2.605 (21,1%) | 3.358 (26,7%) |
| Хиспаноамериканци | 517 (4,2%)    | 859 (6,8%)    |
| Укупно            | 12.359        | 12.590        |